# Fabresema toma
Fabresema toma är en fjärilsart som beskrevs av Holloway 1979. Fabresema toma ingår i släktet Fabresema och familjen björnspinnare. Inga underarter finns listade i Catalogue of Life.